# Powis House

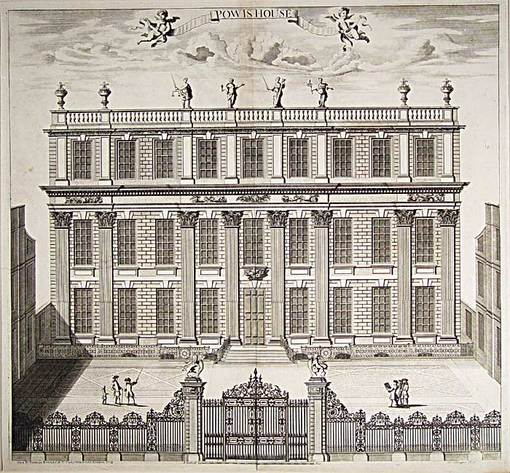
A segunda versão da Powis House, cerca de 1714.

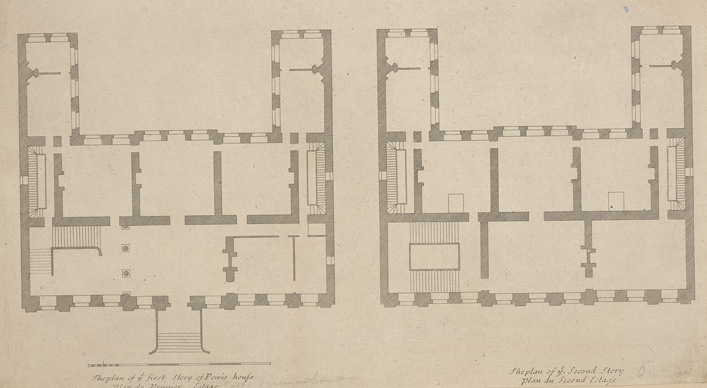
Plantas do piso térreo e primeiro andar de Powis House.

Powis House foi um palácio londrino do século XVIII. Erguia-se no lado norte da Great Ormond Street (Rua de Grande Ormond), não muito longe da Queen Square (Praça da Rainha). 

## História
A primeira versão da Powis House foi construída, na década de 1690, por William Herbert, 2º Marquês de Powis. No entanto, não sobreviveram desenhos desta versão. Num determinado momento, este edifício foi usado como Embaixada da França, até que, no dia 26 de Janeiro de 1713, ardeu até às fundações. Jonathan Swift atribuiu este evento à "negligência dos preguiçosos criados franceses".
Pouco depois do incêndio foi construído um outro palácio para substituir o que ardera. Este possuia três andares principais sobre uma cave arcada, apresentando uma extensão de 104 pés (32 metros). A subtil, mas vívida, fachada apresentava pilastras coríntias e um fénix sobre a porta principal. O arquitecto é desconhecido, mas provavelmente terá sido francês. As paredes da escadaria foram pintadas pelo pintor veneziano do rococó Giacomo Amiconi.
Philip Yorke, 1º Conde de Hardwicke, arrendou o edifício em meados do século XVIII, tendo este servido, entre 1764 e 1783, como Embaixada da Espanha. No entanto, a localização perdeu rapidamente os favores da aristocracia, fazendo com que a morte do palácio fosse mais ou menos inevitável, pelo que nos finais do mesmo século acabaria por ser demolido. Actualmente, existe ali uma pequena rua de acesso ao Great Ormond Street Hospital chamada de Powis Place.